# Francisco de Queirós Coutinho Matoso da Câmara
Francisco de Queirós Coutinho Matoso da Câmara (Luanda, 23 de maio de 1814 — ?) foi um político brasileiro.
Foi presidente da província do Rio Grande do Norte, de 8 de janeiro a 19 de julho de 1844.